# ليف إريشسن
ليف إريشسن (بالنرويجية البوكمول: Leif Erichsen)‏ هو متسابق يخت نرويجي، ولد في 15 أكتوبر 1888 في درامن في النرويج، وتوفي بنفس المكان في 4 مارس 1924.

## وصلات خارجية
- ليف إريشسن على موقع أوليمبيديا (الإنجليزية)